# Vincent Astor
Pour les articles homonymes, voir Astor.
William Vincent Astor (né le 15 novembre 1891 à New York et mort le 3 février 1959 dans la même ville) est un membre de la famille Astor, homme d'affaires et un philanthrope.

## Jeunesse
Vincent Astor est né au manoir Astor qui se situait sur la Cinquième avenue à New York, d'où sa grand-mère Caroline Astor régnait sur la haute société américaine. Il est le fils de John Jacob Astor IV et de sa première femme Ava Lowle Willing, une héritière de la haute société de Philadelphie.
Il a une sœur, Ava Alice Muriel Astor (1902-1956), et un demi-frère, John Jacob Astor VI (1912-1992).

## Héritage
En 1912, alors qu'il est encore étudiant à Harvard, son père périt dans le naufrage du RMS Titanic. À ce moment, il hérite d'une fortune colossale estimée à 200 millions de dollars (soit environ 2,2 milliards de $ de 2018).

## Philanthropie
Vincent Astor était d'après le biographe Derek Wilson, « un phénomène inconnu en Amérique : un Astor avec un vrai sens de la solidarité ». La famille Astor avait la réputation de vivre sans vraiment porter attention aux personnes qui occupaient leurs immeubles. Mais après le décès de son père tout changea, Vincent Astor vendit tous ses bâtiments litigieux et commença à construire des logements et des aires de jeux pour familles modestes dans le Bronx et à Harlem.
Vincent possédait aussi le magazine Newsweek qui eut pour un temps son siège social dans l'ancien Knickerbocker Hotel qui fut construit par John Jacob Astor IV. À la mort de son père, il hérita aussi du domaine familial Ferncliff à Rhinebeck dans l’État de New York. Il en fut le dernier propriétaire car à sa mort Vincent en fit don à l'Hôpital Benedictine.

## Mariages
Helen Dinsmore Huntington
Astor se marie avec Helen Dinsmore Huntington, en avril 1913. Durant la cérémonie, il contracte les oreillons, une maladie qui le rendra stérile.
Au début de la Première Guerre mondiale, Vincent suit le conseil de son ami et secrétaire à la Marine des États-Unis, Franklin D. Roosevelt et rejoint la Navy. Il servit à l'étranger avec sa femme, qui travailla bénévolement pour la YMCA en France. Vincent fut promu lieutenant pendant la guerre.
Le couple divorça en 1940. Un an plus tard, Helen Astor devenait la seconde femme de Lytle Hull (-1958), un courtier en immobilier qui était un ami et associé de son ex-mari.
Mary Benedict Cushing
Peu de temps après son divorce, Astor se marie avec Mary Benedict Cushing. Elle est la fille du célèbre chirurgien de Baltimore, Dr Harvey Cushing.
Ils divorcent en septembre 1953, et le mois suivant, Minnie Astor se marie avec James Whitney Fosburgh, un peintre  qui travaillait comme historien d'art pour le Frick Museum.
Roberta Brooke Russell Kuser Marshall
Le 8 octobre 1953, quelques semaines après son deuxième divorce, Astor épousa Brooke Russell Marshall, qu'il appelait Pookie.
Ensemble, Brooke et Vincent Astor développeront la Vincent Astor Foundation, une fondation qui avait pour but d'aider les New-Yorkais.

## Décès
Vincent Astor décède en 1959 et laisse sa fortune à sa troisième femme Brooke (1902-2007).